# 北海道釧路北陽高等学校
北海道釧路北陽高等学校（ほっかいどうくしろほくようこうとうがっこう、Hokkaido Kushiro Hokuyo High School）は、北海道釧路市にある公立（市立）の高等学校。

## 沿革
- 1957年 - 開校　旧電話局庁舎で授業開始
- 1958年 - 校歌制定　校舎完成
- 1966年 - 創立10周年
- 1968年 - 学校食堂完成
- 1973年 - 合宿施設「北陽会館」完成
- 1986年 - 新校舎移転
- 1990年 - 10間口学級編成（最大規模）
- 1994年 - 新 北陽会館完成
- 1996年 - 校訓制定
- 2007年 - 創立50周年記念式典挙行
- 2008年 - 新しい教育制度となる「フィールド制」を道内初導入（現在道内5校）

## 教育目標
1. 学習を重んじ、高い知性と豊かな情操を培う
2. 自主的・創造的な能力を養い、個性の伸長を図る
3. 公徳心、規範意識を育み、健康な心身を育成する
4. 国内外に目を向け、考え行動できる資質を育てる

## 学校行事
- 4月 入学式　宿泊研修
- 5月 全校遠足
- 7月 北陽祭
- 9月 釧路湿原強歩大会
- 10月 体育大会
- 11月 見学旅行（台湾）
- 3月 卒業式 バスケットボール大会

## 部活動
- 体育系

－卓球部－バレーボール部－バスケットボール部－バドミントン部－テニス部－ソフトテニス部－野球部－サッカー部－ソフトボール部－ハンドボール部－陸上部－スピードスケート部－アイスホッケー部－柔道部－剣道部－弓道部－山岳部－
- 文化系

－美術部－書道部－茶道部－演劇部－家政部－写真部－理科部－
- 専門部局

－吹奏楽局－新聞局－編集局－放送局－図書局－
その他、複数の同好会が存在する。

## 著名な出身者

### ハンドボール
- 戸井凱音（ハンドボール選手、豊田合成ブルーファルコン）

### スケート
- 北沢欣浩（スピードスケート選手、サラエボオリンピック男子500m銀メダリスト）
- 住吉都（元スピードスケート選手、ソチオリンピック出場）
- 佐藤綾乃（スピードスケート選手、平昌オリンピックスピードスケート・チームパシュート金メダリスト）

### 芸能
- カルーセル麻紀（タレント）※中退
- 木之元亮（俳優）
- 三遊亭道楽（落語家）

### その他
- あきまん（ゲームクリエイター、安田朗）
- 伊藤博之（クリプトン・フューチャー・メディア創業者、初音ミク）